# 國際救生聯盟
國際救生聯盟（International Life Saving Federation，ILS）是一個成立於1993年，專門管轄國際水上救生事務的組織。目前，該組織共超過100個成員國加盟，旗下的主要比賽有世界錦標賽。它的總部設在比利時魯汶。

## 外部連結
- 官方網站（页面存档备份，存于）